# Сток-Мандевилл
Сток-Мандевилл (англ. Stoke Mandeville) — деревня (англ. village) и община (англ. civil parish) в британском графстве Бакингемшир в составе района Эйлсбери-Вейл поблизости от его административного центра Эйлсбери на юге центральной Англии. Считается родиной паралимпийского движения благодаря работавшему в Сток-Мандевиллской больнице города Эйлсбери нейрохирургу Людвигу Гуттману (годы жизни 1899—1980), — инициатору проведения «Сток-Мандевиллских игр колясочников».

## История
Впервые это селение упоминается в летописи 1086 года под кратким названием Сток — от старого английского слова (англ. stoc), означающего отдалённую ферму или деревушку. В XII веке здесь была построена приходская церковь Святой Девы Марии, последняя реконструкция которой была проведена во второй половине XIX века. С XIV века, когда это место стало владением норманнского рода Мандевиллей, появилось его современное название Сток-Мандевилл. В 1801 году в деревне насчитывалось 248 жителей, в 1901 году их было 411, а к 2001 году население увеличилось до 6009 человек.
В начале 1830-х годов деревня была затронута эпидемией холеры, охватившей всю Англию. Тогда на южной окраине Эйлсбери, главного города в районе Эйлсбери-Вейл, к северо-западу от деревни Сток-Мандевилл была построена Сток-Мандевиллская больница (англ. Stoke Mandeville Hospital). Во время Второй мировой войны в ней работал специалист по травмам позвоночника нейрохирург Людвиг Гуттман, еврей, вынужденный эмигрировать из Бреслау в Оксфорд в 1939 году, спасаясь от преследований нацистского режима. Правительство Великобритании обратилось к нему в 1943 году с просьбой создать при больнице «Национальный центр травм позвоночника» (англ. National Spinal Injuries Centre). 1 февраля 1944 года центр был открыт, а его директором назначен Л. Гуттман, который доказывал на практике, что спорт является важным методом лечения раненых военнослужащих, так как помогает укреплять их физическую силу и самоуважение.

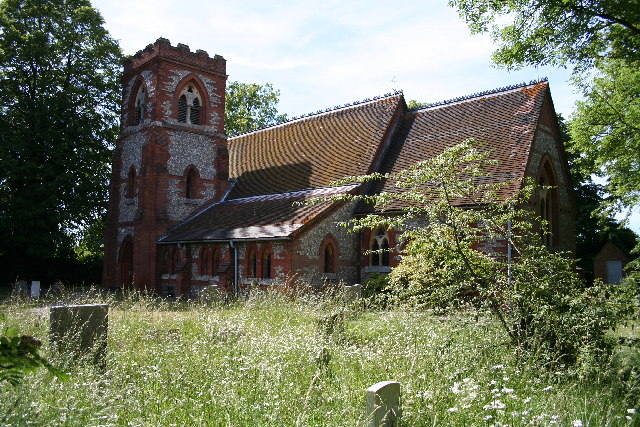
Приходская церковь  Святой Девы Марии
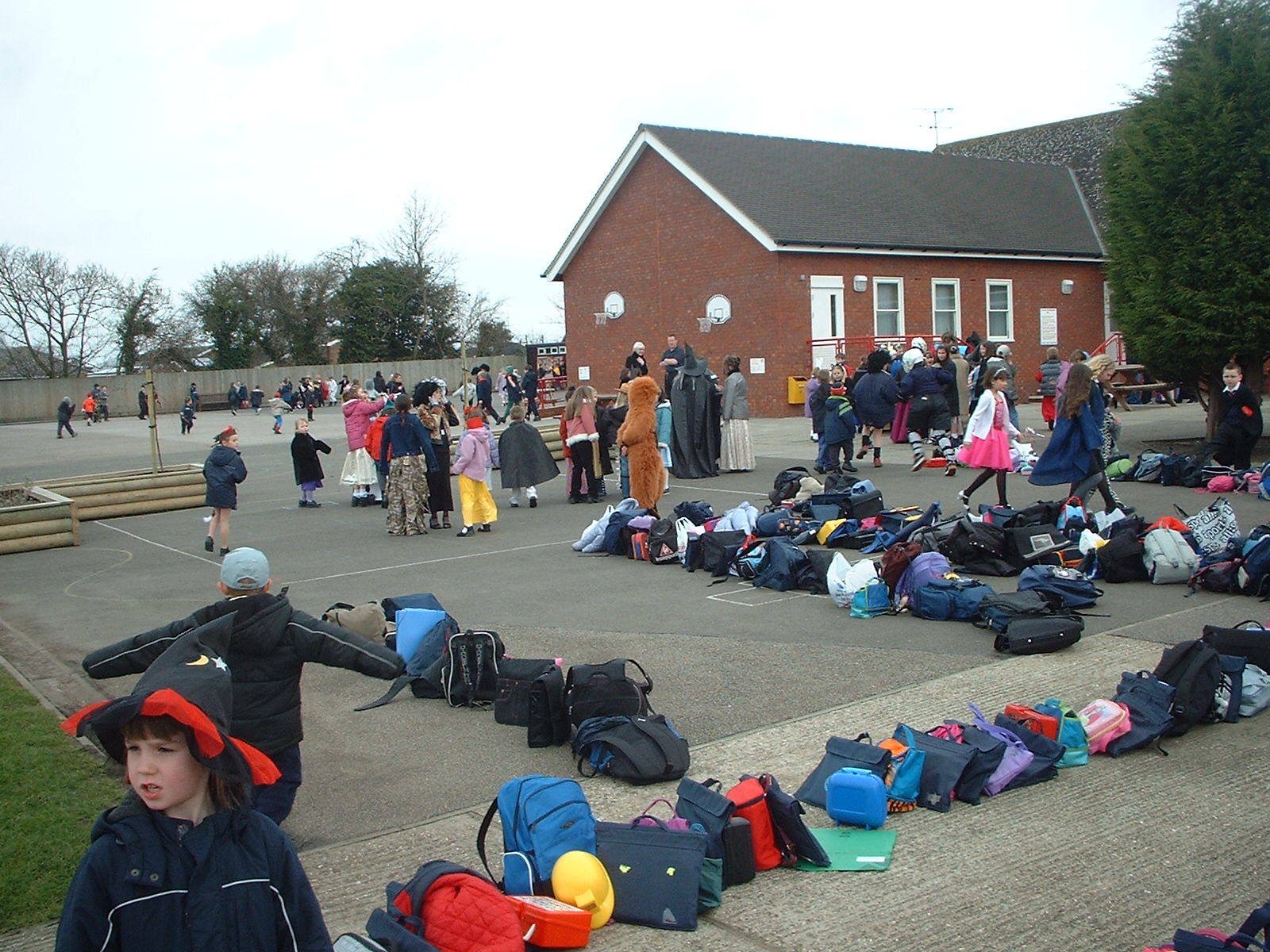
Подготовка к школьному празднику

Современный Сток-Мандевилл, получивший известность благодаря Людвигу Гуттману, продолжает жить своей привычной жизнью сельской общины. В период с 1 марта по 1 июня проходят ежегодные собрания общины. В деревне есть небольшие коммерческие предприятия сельскохозяйственной направленности, ряд магазинов, бизнес-парк и игровая площадка, начальная школа, два общественных центра для проведения собраний, а также различных праздничных и других событий. Существует специальный сайт помощи по дому для инвалидов и пожилых людей; есть «Клуб игроков в бридж» (англ. Stoke Mandeville Bridge Club) и «Коленный клуб» (англ. Knees Club).
Сток-Мандевиллский медицинский центр в городе Эйлсбери при сохранении своей специфики пополняется в XXI веке отделениями разного профиля в структуре Национальной службы здравоохранения Великобритании (NHS). Это позволяет не только инвалидам, но и всем жителям Сток-Мандевилла получать в нём бесплатную медицинскую помощь.

### Паралимпийское движение

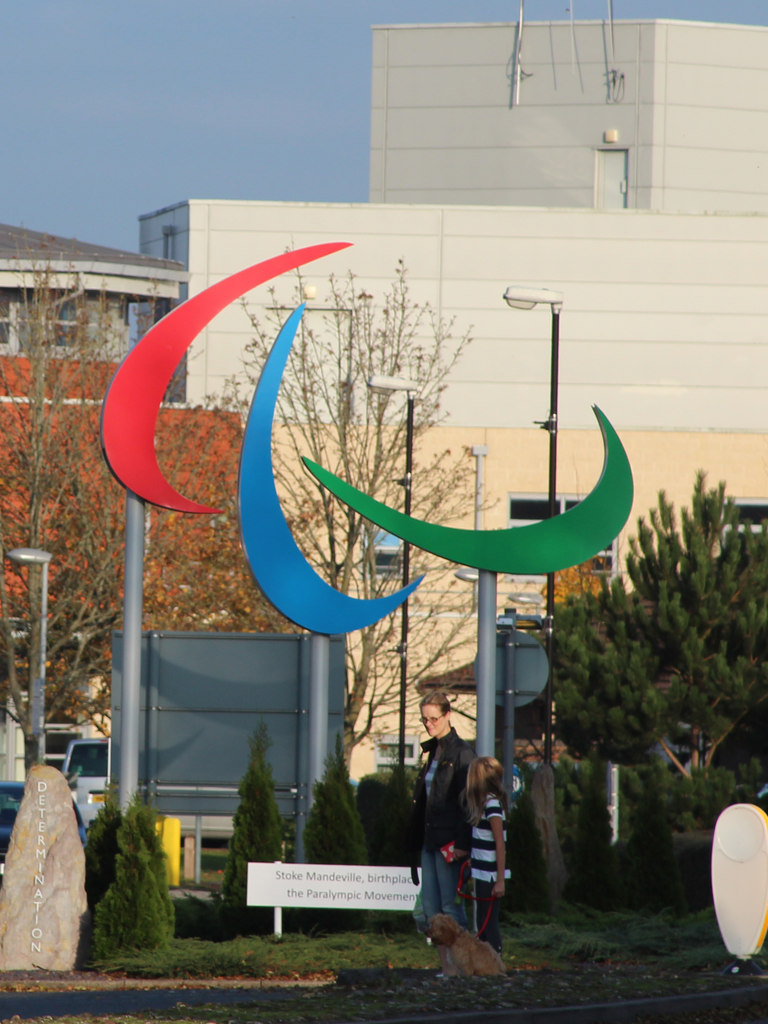
Знак Паралимпийских игр рядом с клиникой Сток-Мандевиль

Название медицинского центра, расположенного в городе Эйлсбери, прославило деревню Сток-Мандевилл. В 1948 году профессор Людвиг Гуттман (получивший в 1945 году британское гражданство) стал основателем паралимпийского движения и провёл первые соревнования для людей с нарушениями опорно-двигательного аппарата под названием «Сток-Мандевиллские игры колясочников», совпадавшие по времени с летней Олимпиадой 1948 года в Лондоне. Первым видом спорта для состязаний 16 колясочников была стрельба из лука. Через четыре года к участникам добавились голландские спортсмены, что положило начало международным соревнованиям. Продолжавший свою работу в медицинском центре Людвиг Гуттман стал президентом «Международной федерации Сток-Мандевиллских игр».
В дальнейшем ещё восемь раз Игры проходили на их родине. Начиная с летних Паралимпийских игр 1960 года в Риме, где число видов спорта возросло до восьми, их стали проводить в городах-хозяевах очередных Олимпийских игр как летних, так и зимних. В 1969 году в Эйлсбери рядом с медицинским центром торжественно открыли Сток-Мандевиллский стадион, который стал Национальным центром спорта инвалидов. Над его входом висит надпись: «Место рождения Паралимпиад» (англ. Birthplace of the Paralympics). Названия Игр со временем видоизменялись и уточнялись: «Международные Сток-Мандевиллские игры», «Олимпийские игры для инвалидов», «Международные игры инвалидов». Официальный термин «Паралимпийские игры» МОК утвердил только в конце 1984 года.
19 мая 2010 года для предстоящих в Лондоне летних Олимпийских игр 2012 года и Паралимпийских игр 2012 года были выбраны официальные талисманы Венлок и Мандевиль. После проведения этих Игр Международный паралимпийский комитет объявил, что с февраля 2014 года Великобритания станет обязательной частью маршрута эстафеты Паралимпийского огня, поскольку Сток-Мандевилл считается родиной Паралимпийского движения.
1 марта 2014 года через Сток-Мандевилл прошёл этап паралимпийской эстафеты, а в Эйлсбери на Сток-Мандевиллском стадионе состоялась торжественная церемония зажжения «Огня Наследия» зимних Паралимпийских игр в Сочи.
На этапе подготовки к XVI летним Паралимпийским играм 2020 была запланирована торжественная церемония зажжения паралимпийского огня в Сток-Мандевилле перед началом длительной эстафеты факелоносцев. Однако после изменения ситуации из-за пандемии оргкомитет Игр принял иное решение —  проводить зажжение огня в разных префектурах Японии, а затем каждое пламя направить в столицу. Токийский этап эстафеты, стартовавшей 20 августа 2021 года, завершился на национальном стадионе красочной церемонией воссоединения факелов от всех 47 префектур Японии с огнём, зажжённым на родине паралимпийского движения и доставленным из Сток-Мандевилла.

### Знак тысячелетия

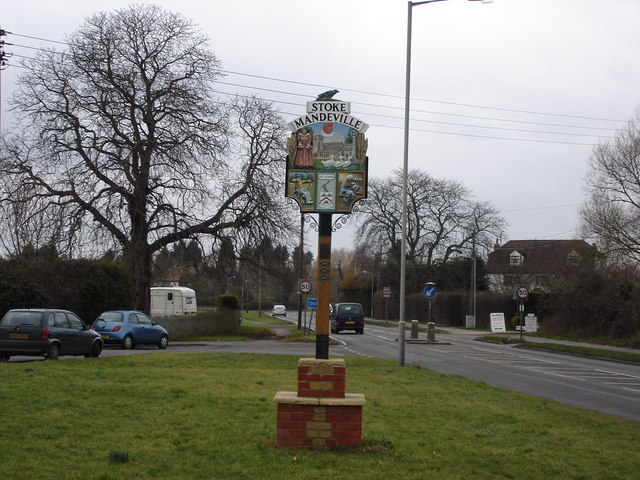
Сток-Мандевиллский знак тысячелетия

На рубеже веков Совет прихода церкви Святой Девы Марии инициировал создание Сток-Мандевиллского знака тысячелетия (англ. Stoke Mandeville millennium sign). Для реализации заказа община собрала необходимые средства. Совет прихода обсудил с дизайнером композицию знака, который в образной форме должен напоминать о важных фактах в истории деревни.
13 мая 2000 года возле сельской школы памятный знак был торжественно открыт. Над кирпичным цоколем на вертикальной планке укреплено панно. Оно состоит из прикреплённых к латунной основе небольших плит с рельефом и росписью цветом. Во́рон, возвышающийся над вывеской, иллюстрирует старую поговорку: «Сток — там больше воро́н, чем людей». Вверху на фоне церкви Святой Девы Марии изображена девушка, мраморная скульптура которой сохранилась и находится внутри церкви. Она — одна из четырёх детей, погибших при загадочных обстоятельствах в семье местных землевладельцев Бруденелл (англ.  Brudenell). Вверху на первом плане изображены также колосья и три белые Эйлсберские утки. Эту породу разводили в Сток-Мандевилле, что подчёркивает тесную связь деревни с городом Эйлсбери. На панно в нижнем ряду слева изображён стрелок в инвалидной коляске в знак признания Паралимпийских игр, а справа — местная кружевница. Возле Знака тысячелетия на фоне зелени вокруг школы любят фотографироваться как местные жители, так и приезжие. Знак стал своеобразной визитной карточкой общины.

## Сельская школа
Сток-Мандевиллская объединённая школа (англ. Stoke Mandeville Combined School) имеет свой девиз «Забота, вдохновение и совместные достижения» (англ. Caring, Inspiring and Achieving Together). На подготовительном этапе используются разные игровые методы подготовки детей к первому классу. Содержание (с 1 по 6 класс) преподается в соответствии с требованиями национальной учебной программы (родной язык английский и иностранный французский, математика, география, история, искусство, дизайн, музыка, физкультура и так далее). Раскрытие потенциала детей и укрепление их желания учиться стоит в центре внимания педагогов. Для этого на сайте школы предлагаются различные интерактивные обучающие форматы, например, «Город образования»
(англ. EducationCity) для детей в возрасте от 3 до 12 лет.
Бесспорной ценностью для общего развития детей в школе рассматривают вовлечение их в художественное творчество (музыкальное, театральное, изобразительное). Каждый класс в течение учебного года готовит и представляет всей школе свой музыкальный спектакль: 1 и 2 классы выступают на Рождество, 3 и 4 классы — весной, 5 и 6 классы — летом. Согласно информации на сайте школы, возрастной диапазон учеников — от 4 до 11 лет, актуальное число учащихся — 194 (при вместимости школы — 210). Все учащиеся должны носить школьную форму, детали которой — для девочек и мальчиков, для зимы и лета — подробно расписаны на сайте школы.
В школе есть дополнительные ресурсы для работы со слабослышащими детьми, которые учатся в обычных классах, но иногда в малых группах или индивидуально (в зависимости от возникающих потребностей). Для поощрения взаимного дружеского общения в обычных классах преподаётся язык жестов для слабослышащих.

## Транспорт

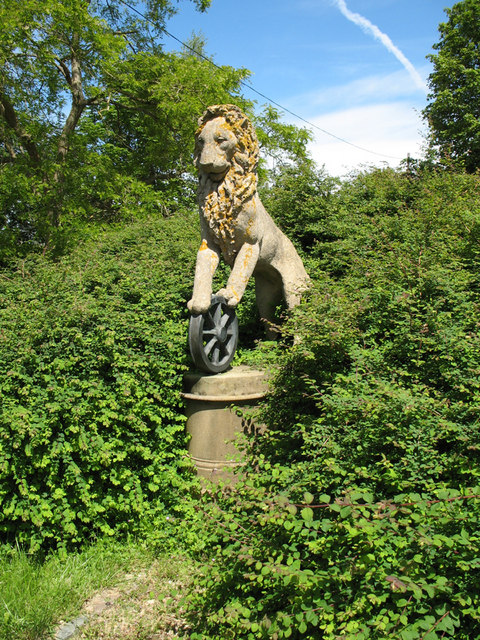
Скульптура «Лев и одноколёсный велосипед» возле ж/д станции
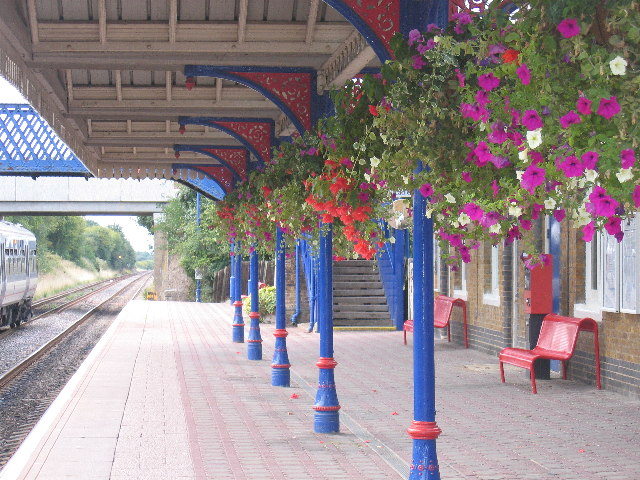
Железнодорожная станция Сток-Мандевилла в 2005 году

Железнодорожная станция появилась в деревне Сток-Мандевилл при расширении Metropolitan Railway, когда в Эйлсбери открыли 1 сентября 1892 года временную платформу с поездами в том числе и до Сток-Мандевилла. По мере модернизации железнодорожного транспорта страны обновлялась и станция в деревне, расположенная на одной из веток Chiltern Railways между конечными пунктами — (англ. Aylesbury Vale Parkway) на севере и (англ. London Marylebone) на юге. В саду возле станции есть несколько скульптур. Одна из них «Лев и одноколёсный велосипед» напоминает ранние эмблемы британских железных дорог с геральдическим львом и железнодорожным колесом.
На сайте общины указаны расписания поездов и автобусов (50, 61А, 300), курсирующих между Сток-Мандевиллем и другими населёнными пунктами.